# Monika Kostera
Monika Maria Kostera (ur. 28 lutego 1963 w Warszawie) – polska socjolożka zarządzania, profesor tytularna nauk ekonomicznych (2004) i humanistycznych (2017), profesor zwyczajna Uniwersytetu Warszawskiego. Profesor Wyższej Szkoły na Södertörn w Szwecji i Institut Mines-Télécom Business School (Université Paris-Saclay) we Francji.

## Życiorys

### Działalność naukowa
Absolwentka Uniwersytetu w Lund (1983) i Uniwersytetu Warszawskiego (1988). Na Wydziale Zarządzania UW w roku 1990 uzyskała doktorat na podstawie pracy Szwedzki styl zarządzania, przejawy, uwarunkowania, kierunki rozwoju (promotor: Andrzej Koźmiński). Habilitowała się w 1996 na podstawie opracowania Postmodernizm w zarządzaniu. W latach 1997–2003 profesor w Wyższej Szkole Przedsiębiorczości i Zarządzania (obecnie Akademia Leona Koźmińskiego) w Warszawie. Była m.in. kierowniczką Katedry Systemów Zarządzania na Uniwersytecie Warszawskim, kierowniczką Katedry Kultury Współczesnej Uniwersytetu Jagiellońskiego, profesorem organizacji i zarządzania na Uniwersytecie Linneusza w Szwecji, profesorem (Professor and Chair) zarządzania na Uniwersytecie w Durham w Wielkiej Brytanii. W 2004 otrzymała tytuł profesora nauk ekonomicznych. Członkini Komisji Zarządzania Kulturą i Mediami Polskiej Akademii Umiejętności. W 2017 otrzymała tytuł profesora nauk humanistycznych.
Jest autorką 47 książek w języku polskim i angielskim opublikowanych, m.in. przez takie wydawnictwa jak Polity, Blackwell, Edward Elgar, PWN oraz licznych artykułów naukowych w międzynarodowych czasopismach, m.in. Organization Studies, Journal of Organizational Behavior, Human Relations i British Journal of Management. Członkini naukowych rad redakcyjnych pism naukowych i współredaktorka, m.in. European Management Review, Management Learning, British Journal of Management oraz Gender, Work & Organization.
Jej główny wkład w wiedzę dotyczy zarządzania humanistycznego oraz antropologii i etnografii organizacji. Aktualnie w badaniach zajmuje się dezalienacją pracy, organizacjami dobra wspólnego oraz wyobraźnią organizatorską.

### Pozostała działalność
Zasiada obok Krzysztofa Meissnera w radzie nadzorczej założonej przed 2001 spółki akcyjnej Scott Tiger, działającej w branży informatycznej i znanej jako pierwszy partner biznesowy uruchomionego w 2014 warszawskiego portalu żywności lokalnej RanoZebrano.pl. Wchodziła m.in. z Witoldem Bieleckim, Krzysztofem Obłojem, Józefem Okolskim, Robertem Rządcą, Piotrem Szczepankowskim i Andrzejem Zawiślakiem w skład rady Międzynarodowej Fundacji Zarządzania, zarejestrowanej w 2002 i rozwiązanej po wyczerpaniu majątku w 2009.
W 2005 poparła Zielonych 2004. W 2015 przystąpiła do nowo powstałej Partii Razem i startowała z ósmego miejsca jej listy do Sejmu w okręgu warszawskim. Otrzymała 253 głosy. Brała też udział w tworzeniu programu gospodarczego partii. Obecnie bezpartyjna.
Publikuje także poezję w języku polskim, angielskim, szwedzkim i francuskim, m.in. I am not Magritte, wydanego w 2020 przez wydawnictwo Wordcatcher.

## Wybrane publikacje naukowe

### Książki
- Postmodernizm w zarządzaniu, Polskie Wydawnictwo Ekonomiczne, Warszawa 1996.
- Antropologia organizacji, PWN, Warszawa 2005.
  - wyd. II: (z Pawłem Krzyworzeką i Martą Połeć) Antropologia organizacji. Jak prowadzić badania terenowe?, PWN, Warszawa 2023.
- Organizacje i archetypy, Wolters Kluwer, Warszawa 2010.
- (z Martyną Śliwą) Zarządzanie w XXI wieku. Jakość, twórczość, kultura, Wolters Kluwer, Warszawa 2010 (wyd. II: 2012).
- Occupy Management!: Inspirations and Ideas for Self-organization and Self-management, Routledge, Abingdon 2014.
- (z Zygmuntem Baumanem, Ireną Bauman i Jerzym Kociatkiewiczem) Zarządzanie w płynnej nowoczesności, Fundacja Bęc Zmiana, Warszawa 2017.
- After the Apocalypse: Finding Hope in Organizing, Zero Books, Winchester 2020
- The University of Hope, Oxford University Press, Oxford 2024

### Redakcje
- (z Heather Hopfl) Interpreting the Maternal Organisation, Routledge, London 2003
- Szef polski. Studia przypadku o roli kierownika w organizacjach, Wydawnictwo Akademickie Sedno, Warszawa 2012
- Organizować z polotem. Wyobraźnia organizacyjna w praktyce, Wydawnictwo Akademickie Sedno, Warszawa 2013
- O zarządzaniu historie niezwykłe. Studia przypadków z zarządzania humanistycznego, Difin, Warszawa 2014
- O przedsiębiorczości historie niezwykłe. Studia przypadków z przedsiębiorczości humanistycznej, Difin, Warszawa 2014
- Metody badawcze w zarządzaniu humanistycznym, Wydawnictwo Akademickie Sedno, Warszawa 2015
- (z Beatą Glinką) Nowe kierunki w organizacji i zarządzaniu. Organizacje, konteksty, procesy zarządzania, Wolters Kluwer, Warszawa 2016
- (z Bogusławem Nierenbergiem) Komunikacja społeczna w zarządzaniu humanistycznym, Wydawnictwo Uniwersytetu Jagiellońskiego, Kraków 2016
- (z Michałem Izakiem i Michałem Zawadzkim) The Future of University Education, Palgrave Macmillan, Cham 2017
- (z Michaelem Pirsonem) Dignity and the Organization, Palgrave Macmillan, London 2017
- (z Łukaszem Gawłem) Etnografie instytucji dziedzictwa kulturowego, Wydawnictwo Uniwersytetu Jagiellońskiego, Kraków 2018
- (z Ewą Bogacz-Wojtanowską) Siłaczki, szefowe, społeczniczki. Polki, organizatorki, Wydawnictwo Uniwersytetu Jagiellońskiego, Kraków 2019
- (z Danielem Ericssonem) Organizing Hope: Narratives for a Better Future, Elgar, Cheltenham 2019
- (z Cezarym Woźniakiem) Aesthetics, Organization, and Humanistic Management, Routledge, New York 2021
- (z Jerzym Kociatkiewiczem) How to Do Social Science That Matters, Elgar, Cheltenham 2024

### Artykuły (od 2012)
- Hugo Gaggiotti, Monika Kostera, Paweł Krzyworzeka, More than a method? Organisational ethnography as a way of imagining the social, „Culture and Organization”, 2016, s. 1–16, DOI: 10.1080/14759551.2016.1203312, ISSN 1475-9551.
- Chrostowski, A., Hensel, P. & Kostera, M. (2016). „Learning organizing through paradoxes: A tribute to Andrzej Zawiślak”, Tamara Journal for Critical Organizational Inquiry, 14, 4, p. 140-7.
- Kociatkiewicz J., Kostera M. (2016). „Grand plots of management bestsellers: Learning from narrative and thematic coherence”, Management Learning, 47/3, p. 324–342.
- Batko R., Kostera M. (2015). „Rola mediów w budowaniu kapitału symbolicznego: przykład sektora publicznego w Polsce”, Zarządzanie Mediami, 3/1, s. 21–43.
- Gaggiotti, H., Kostera, M., Bresler, R. & San Román, B. (2015). „El nomadismo como epistemología del mundo organizacional contemporáneo”, Scripta Nova, Revista electrónica de Geografía y Ciencias Sociales, XIX/510-1.
- Jerzy Kociatkiewicz, Monika Kostera, Into the Labyrinth: Tales of Organizational Nomadism, „Organization Studies”, 36 (1), 2014, s. 55–71, DOI: 10.1177/0170840614546154 (ang.).
- Kostera, M. i Szeluga-Romańska, M. (2014). „Komunikowanie a humanistyczne aspekty roli profesjonalnej menedżera: Studium etnograficzne”, Przedsiębiorczość i Zarządzanie, 15/11, s. 19–40.
- Kostera, M. i Sławecki, B. (2014). „Opowieści o tworzeniu organizacji: Historiografia organizacji jako program badawczy i praktyczny”, Problemy Zarządzania, 12/3, p. 47-63.
- Jerzy Kociatkiewicz, Monika Kostera, Committed qualitative research in management studies, „Problemy Zarzadzania”, 12 (1), s. 9–17, DOI: 10.7172/1644-9584.45.1 [dostęp 2017-05-19] [zarchiwizowane z adresu 2017-08-08].
- Jerzy Kociatkiewicz, Monika Kostera, Humanistic management: Agenda outline, „Problemy Zarzadzania”, 11 (44), s. 9–19, DOI: 10.7172/1644-9584.44.1 [dostęp 2017-05-19] [zarchiwizowane z adresu 2018-01-30].
- Kostera, M. (2013). „Helikon S.A., czyli o sztuce, zarządzaniu i inspiracji”, Culture Management 6/2, s. 46–53.
- Jerzy Kociatkiewicz, Monika Kostera, The Good Manager: An Archetypical Quest for Morally Sustainable Leadership, „Organization Studies”, 33 (7), 2012, s. 861–878, DOI: 10.1177/0170840612445124 (ang.).
- Jerzy Kociatkiewicz, Monika Kostera, Sherlock Holmes and the adventure of the rational manager: Organizational reason and its discontents, „Scandinavian Journal of Management”, 28 (2), 2012, s. 162–172, DOI: 10.1016/j.scaman.2012.01.003 (ang.).
- Jerzy Kociatkiewicz, Monika Kostera, The speed of experience: The co-narrative method in experience economy education, „British Journal of Management”, 23 (4), 2012, s. 474–488, DOI: 10.1111/j.1467-8551.2011.00777.x.

## Twórczość beletrystyczna
- Orzechowa, Oficynka, Gdańsk 2018